# Laurids Bruun
Laurids Bruun (født 25. juni 1864 i Odense, død 6. november 1935 på Frederiksberg) var en dansk forfatter. 
Bruun tog en statsvidenskabelig embedseksamen i 1888. Inden da, i 1885, havde han allerede debuteret som forfatter i tidsskriftet Tilskueren, og året efter i bogform med novellesamlingen Historier. En Kjøbstadidyl. Bruun rejste meget i Europa og Østen og publicerede bl.a. i 1912 de såkaldte robinsonader Fra Bosporus til van Zantens Ø fra sine rejser. Han var forfatter til en serie af noveller bl.a. Historier (1886), historiske romaner som Alle Synderes Konge (1903), Absalons Saga (to bind, 1904), og danmarkskrøniker som fx Danskernes Eventyr (tre bind, 1909-1912) samt flere store problemromaner: Den Evige (fire bind, 1905-1906) og Af Bygernes Slægt (seks bind, 1909). Han var kendt i samtiden og blev oversat til flere sprog, men er i dag næsten glemt.
Skuespillerinden Gudrun Bruun var hans svigerinde.

## Hæder
- Det Anckerske legat, 1904
- Drachmannlegatet, 1931